# Sainte-Austreberthe (Passo di Calais)
Sainte-Austreberthe è una frazione del comune di Hesdin-la-Forêt, nel dipartimento del Passo di Calais nella regione dell'Alta Francia. In precedenza comune autonomo, il 1º gennaio 2025 è confluito insieme agli ex comuni di Hesdin, Huby-Saint-Leu e Marconne nel nuovo comune di Hesdin-la-Forêt.

## Storia

### Simboli
Il comune ha ripreso lo stemma dell'abbazia dedicata a santa Austreberta, badessa di Pavilly nel VII secolo, fondata nel IX secolo, e poi trasferita a Montreuil-sur-Mer.
Varianti dello stemma attribuito nel XVII secolo all'abbazia (d'argento, alla decusse di rosso, caricata in cuore di una spronella del primo) si trovano negli stemmi di vari comuni del Pas-de-Calais come Saint-Denœux, Humbert, Boubers-lès-Hesmond, Marconne o Roussent.

## Società

### Evoluzione demografica
Abitanti censiti